# Zisterzienserabtei Valsaintes

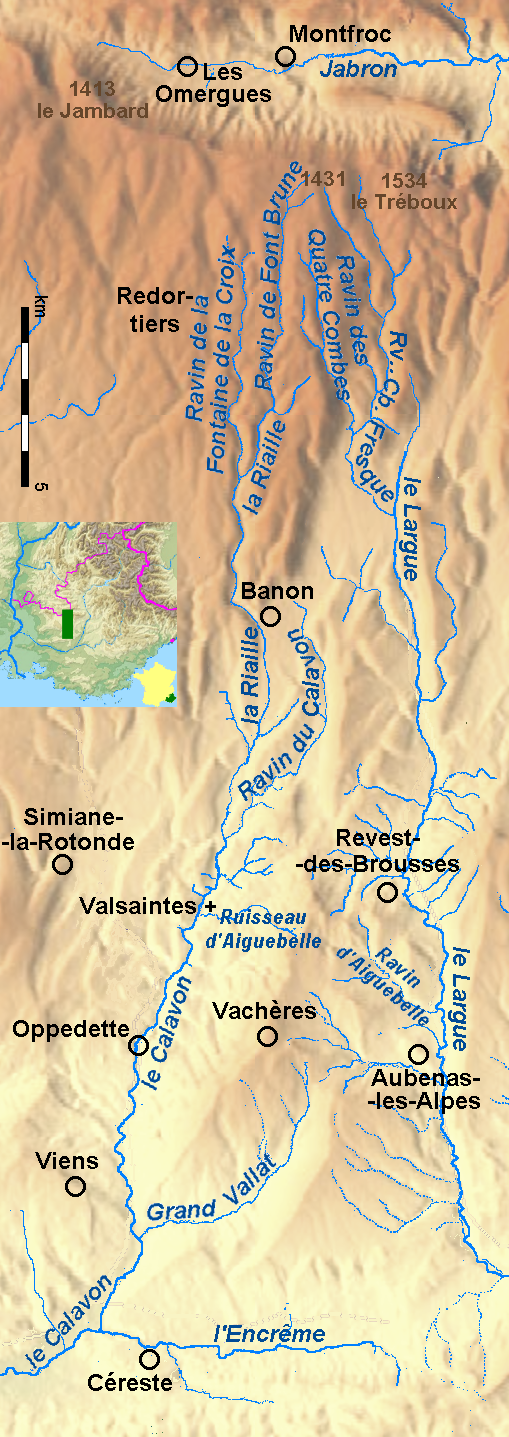
Lage von Valsaintes am Oberlauf des Largue

Die ehemalige Zisterzienserabtei Valsaintes (lateinisch: Vallis sancta) bildet einen Wohnplatz in der Gemeinde Simiane-la-Rotonde im Département Alpes-de-Haute-Provence der Region Provence-Alpes-Côte d’Azur (Frankreich). Sie liegt rund 33 km westlich von Forcalquier.

## Geschichte
Das Kloster wurde im Jahr 1188 auf Bitte von Rimbaud de Simiane als einziges Tochterkloster der Abtei Silvacane im dürren Tal des Calavon gegründet, allerdings an der Mündung des wenigstens dem Namen nach ergiebigen Zuflusses Ruisseau d’Aiguebelle (Bach „Schönes Wasser“). So gehörte es der Filiation der Primarabtei Morimond an. Das kleine Kloster wurde durch Raymond de Turenne zerstört und 1440 mit Silvacane vereinigt. Die Abtei betrieb Ackerbau, Viehzucht (Schafe und Schweine auf den Weiden der Grangie von Carniol) und eine Mühle, außerdem die Glasfabrikation. 1668 wurde die klösterliche Gemeinschaft auf Anordnung des Abts von Morimond in das Schloss von Boulinette verlegt, aus der alten Klosteranlage Valsaintes wurden dabei Architekturteile entfernt. Im Zusammenhang mit der Französischen Revolution wurden die letzten Mönche aus dem Schloss vertrieben. Das Schloss besteht heute gar nicht mehr.

## Bauten
Erhalten ist die einschiffige, spitztonnengewölbte Kirche aus der Gründungszeit mit geradem Chorabschluss, der von drei langen und schmalen Fenstern durchbrochen ist. Über dem eigentlichen Kirchenraum gibt es ein säkulares Obergeschoss. Die Klausurgebäude und der Kreuzgang sind abgegangen. An die Kirche grenzen jedoch intakte Bauten. Es gibt Ruinen einiger Nebengebäude. Nahe der Klosteranlage wurde seit 1999 von privater Seite ein Rosarium eingerichtet.